# Sabelhierta
Sabelhierta är en utslocknad svensk adelsätt med rötter i Finland. 

## Historik
Enligt en obestyrkt tradition skall ätten ha samma ursprung som ätterna Giertta, Gyllenhierta och Hierta. Dess förste medlem kvartermästaren Bengt Larsson adlades 1586 för att möjliggöra innehav av frälsejord, som genom arv tillfallit hans hustru kyrkoherdedottern Birgitta Jakobsdotter från Borgå. Deras son ryttmästaren Jakob Bengtsson introducerades på det nyorganiserade Riddarhuset i Stockholm på nummer 150, senare ändrat till 186. Han fick namnet Sabelhierta efter vapenskölden.
Släktens manliga medlemmar innehade med något undantag underofficerstjänster och lägre officerstjänster, som högst Johan Henrik Sabelhierta (1724–1792), som var kapten och fick majors avsked. Denne var någon tid vid det franska regementet Royal suédois men i övrigt liksom sin bror löjtnanten Gustaf Jakob Sabelhierta (1720–1776) verksam vid Västmanlands regemente. Från brodern härstammade den längst levande grenen av släkten. Den utslocknade på svärdssidan med ogifte sjömannen Carl Johan Sabelhierta (född 1830), som levde 1853 men dog före 1864.